# Пнейня (герб)
Пнейня (пол. Pniejnia) — польский дворянский герб.

## Описание
В красном поле две медвежьи лапы, ухватившиеся за шар, вроде яблока, чрез который острием вверх проходит стрела. На шлеме коршуново крыло, пробитое стрелой влево.

## Герб используют
Cwalina, Czwalin, Czwalina, Daćbóg, Gagatnicki, Gierowski, Grądzki, Hryniewski, Karwawski, Karwowski, Katarski, Kleszczewski, Kleszczowski, Kotarbski, Kotarski, Kotaszewski, Kruszewski, Miechowicki, Miechowiecki, Olpiński, Olszyński, Opieński, Otolski, Pluszkiewicz, Pnieiński, Pniejniński, Rawa, Rostkowski, Smolicz, Starczewski, Starczowski, Wiszpulski